# アンダルバハール
アンダルバハール（印: अंदर बाहर、英: Andar Bahar）は、インドを発祥地とするトランプを使用するカジノゲームの一種。運要素が占める割合の大きいゲームとされる。

## 歴史
インド南部のカルナータカ州ベンガルールが発祥の地であるとされている。タミル語ではマンガタ（Mangatha）またはウッラエ・ヴェリヤエ（Ullae Veliyae）とも呼ばれることがある。また、カッティ（Katti）という別名で呼ばれる場合もあるが、カッティはルールが異なる別のゲームまたはバリエーションを指すこともある。インド国内でも広くプレイされており、オンラインカジノの普及に伴い、国際的にも提供されるようになった。

## 基本ルール
ゲームはディーラー主導で進行する。ディーラーはカードをシャッフルし、ハウスカードを公開する。プレイヤーはアンダルまたはバハールにベットを行う。ディーラーはルールに従ってカードをバハールとアンダルの交互に配り、ハウスカードと同じランクのカードが出現した時点で勝敗が確定し、配当が行われる。プレイヤーはカードの配布プロセスには直接関与せず予想することだけで、それ以外でゲームに介入することが出来ない。

### 使用カード
ジョーカーを除いた標準的な52枚のカードデッキが1組用いられる。
ディーラーはカードをシャッフルした後、1枚のカードを表向きにしてテーブルの中央に置く。このカードはハウスカードまたはミドルカード、ジョーカー（トランプのジョーカーとは異なる）などと呼ばれる。

### ベット
プレイヤーは、ハウスカードと同じ数字のカードが、ディーラーから見て前後どちらのエリアに出現するかを予測し、ベットを行う。これらのエリアは手前をアンダル（Andar、「内側」を意味する）奥がバハール（Bahar、「外側」を意味する）と呼ばれる。ベットは通常、ハウスカードが公開された後に行われる。

### カードの配布
ディーラーは、常にバハールから配り始めるルールが一般的であるが、ハウスカードの色に基づいて最初のカードを配るサイドを決定するルールも存在する。例えば、ハウスカードが黒の場合はアンダルへ、赤の場合はバハールへ最初にカードを配る。その後、アンダルとバハールに交互に1枚ずつカードを表向きに配っていく。

### 勝敗決定
配られたカードの中に、ハウスカードと同じランクのカードが出現した時点で、そのラウンドは終了する。そのカードが出現したサイド（アンダルまたはバハール）にベットしていたプレイヤーが勝者となる。

### 配当
配当率は、勝利したサイドが最初にカードを配られた側か、2番目にカードを配られた側かによって異なる場合が多い。一般的に、最初にカードが配られたサイドが勝利した場合の配当は1.9倍、2番目にカードが配られたサイドが勝利した場合の配当は2倍とされる。これは、統計的に最初にカードが配られるサイドの勝率がわずかに高い（約51.5%）ことに起因する。ただし、配当率はカジノによって異なる場合がある（例: 1.95倍と2倍、特定の条件下で1.25倍など）。

## サイドベット
オンラインカジノで提供されるアンダルバハールでは、メインのアンダル/バハールベットに加えて、様々なサイドベットが提供されることがある。それぞれに出現確率に応じて異なる配当率が設定されている。主なサイドベットには以下のようなものがある。
- 勝敗が決まるまでに配られるカードの総数を特定の範囲（例: 1-5枚、16-25枚など）で予測するベット。
- ハウスカードの特性（ランク、スート、色、奇数/偶数、特定の値より上/下など）を予測するベット。
- 特定の条件下で高い配当が得られる特殊なベット（例: スーパーバハール）。